# World U-17 Hockey Challenge
Die World U-17 Hockey Challenge (bis 1990 Québec Esso Cup) ist ein seit 1986 in Kanada veranstaltetes Eishockeyturnier für U17-Nationalmannschaften, das seit 2008 nunmehr jährlich stattfindet. Der Wettbewerb wird in Alleinregie vom kanadischen Eishockeyverband Hockey Canada organisiert und gilt als das bedeutendste internationale Turnier dieser Altersklasse. Er steht damit in einer Reihe mit der World Junior A Challenge für Junioren der Altersklasse U20, die jedoch aufgrund der von der IIHF organisierten U20-Weltmeisterschaften deutlich weniger Aufmerksamkeit genießt. Rekordsieger der Veranstaltung ist das Team Canada Ontario mit acht Goldmedaillen.

## Geschichte
Der Wettbewerb startete im Jahr 1986 unter dem Namen Québec Esso Cup und galt in dieser Zeit als inoffizielle Weltmeisterschaft im Junioren-Eishockey. Der kanadische Verband nutzte ihn darüber hinaus zur Talentsichtung für die Juniorennationalteams der Altersklassen U18 und U20. Der erstmals ausgetragene Wettbewerb fand zunächst mit zehn Mannschaften statt – darunter fünf regional zusammengesetzte kanadische Teams aus den jeweiligen Provinzen und Territorien sowie aus Finnland, Schweden, den Vereinigten Staaten, der Tschechoslowakei und der UdSSR.
Bis 1990 firmierte der Wettbewerb weiter unter dem Namen Québec Esso Cup, ehe die Umbenennung in World Under-17 Hockey Challenge erfolgte. Der Zweijahres-Rhythmus wurde bis 1994 beibehalten. Anschließend fand der Wettbewerb bis 2002 sieben Mal statt, sodass er durchschnittlich in drei von vier Jahren ausgetragen wurde. 1998 fanden zwei separate Turniere statt. Seit 2000 findet es jährlich statt, wobei es 2003 und 2007 durch das Eishockeyturnier der Canada Winter Games – in diesem Fall ohne internationale Beteiligung – ersetzt wurde. Bis zum Jahre 2014 fand das Turnier über den jeweiligen Jahreswechsel statt, jedoch wurden in jenem Jahr zwei Wettbewerbe ausgetragen, um als neuen Zeitraum nun Ende Oktober bzw. Anfang November zu etablieren. Zugleich veränderte man das Teilnehmerfeld der kanadischen Auswahlen, die nun nicht mehr fünf (Atlantic, Québec, Ontario, West, Pacific), sondern fortan nur noch drei Teams stellten (White, Red, Black), die zudem keiner regionalen Differenzierung mehr unterliegen. Das Teilnehmerfeld wurde somit von zehn auf acht reduziert.
Historisch gesehen wird das Turnier von den kanadischen Auswahlen dominiert, die 14 der 24 Austragungen gewannen, aber gleichzeitig auch den Großteil der Teams stellen. Die Provinz Ontario ist mit acht Turniersiegen und weiteren fünf Medaillen die erfolgreichste Mannschaft.

## Teilnehmer
Kanada stellt seit dem Jahre 2014 drei Teilnehmer, die nicht mehr nach regionalen Gesichtspunkten aufgeteilt sind:
- Canada White
- Canada Red
- Canada Black

Des Weiteren nehmen oder nahmen folgende Länder teil:
- Deutschland
- Finnland
- Russland
- Schweden
- Slowakei
- Tschechien
- Tschechoslowakei
- UdSSR
- USA

## Turnierübersicht
| Jahr        | Gold                                    | Silber                                  | Bronze                                  | Austragungsort                                        |
| ----------- | --------------------------------------- | --------------------------------------- | --------------------------------------- | ----------------------------------------------------- |
| 1986        | Canada Québec                           | UdSSR                                   | Canada Pacific                          | Québec City, Québec                                   |
| 1988        | UdSSR                                   | Schweden                                | Canada Québec                           | Québec City, Québec                                   |
| 1990        | Finnland                                | Canada Québec                           | UdSSR                                   | Québec City, Québec                                   |
| 1992        | Canada Ontario                          | Canada Québec                           | Tschechoslowakei                        | Sudbury, Ontario                                      |
| 1994        | Canada Québec                           | USA                                     | Canada Pacific                          | Amos, Québec                                          |
| 1995        | Canada Ontario                          | Finnland                                | Canada Québec                           | Moncton, New Brunswick                                |
| 1997        | Canada Ontario                          | Schweden                                | Canada Québec                           | Red Deer, Alberta                                     |
| 1998        | Canada Ontario                          | Tschechien                              | Canada Québec                           | Kitchener, Ontario                                    |
| 1998        | Canada West                             | USA                                     | Finnland                                | Swift Current, Saskatchewan                           |
| 2000        | Russland                                | Canada Ontario                          | Canada Pacific                          | 10 Orte in Québec und Ontario                         |
| 2001        | USA                                     | Canada Pacific                          | Canada Ontario                          | New Glasgow und Truro, Nova Scotia                    |
| 2002        | USA                                     | Canada Pacific                          | Canada Ontario                          | Selkirk und Stonewall, Manitoba                       |
| 2004        | Canada Ontario                          | Canada Pacific                          | Canada Québec                           | St. John’s und Mount Pearl, Neufundland und Labrador  |
| 2005        | Canada West                             | Canada Pacific                          | Canada Atlantic                         | Lethbridge, Alberta                                   |
| 2006        | Canada Québec                           | USA                                     | Tschechien                              | 8 Orte in Saskatchewan                                |
| 2008        | Canada Ontario                          | USA                                     | Canada West                             | 6 Orte in Ontario                                     |
| 2009        | Canada Ontario                          | Canada Pacific                          | USA                                     | 6 Orte in British Columbia                            |
| 2010        | USA                                     | Canada Ontario                          | Schweden                                | 6 Orte in Ontario                                     |
| 2011        | Canada Ontario                          | USA                                     | Canada Pacific                          | Winnipeg und Portage la Prairie, Manitoba             |
| 2012        | Russland                                | USA                                     | Canada Ontario                          | Windsor, LaSalle und Tecumseh, Ontario                |
| 2013        | Schweden                                | Russland                                | USA                                     | Victoriaville und Drummondville, Québec               |
| 2014 (Jan.) | USA                                     | Canada Pacific                          | Russland                                | Sydney, North Sydney und Port Hawkesbury, Nova Scotia |
| 2014 (Nov.) | Russland                                | USA                                     | Schweden                                | Sarnia und Lambton Shores, Ontario                    |
| 2015        | Canada White                            | Russland                                | Schweden                                | Dawson Creek und Fort St. John, British Columbia      |
| 2016        | Schweden                                | Canada Black                            | Russland                                | Sault Ste. Marie, Ontario                             |
| 2017        | USA                                     | Canada Red                              | Tschechien                              | Dawson Creek und Fort St. John, British Columbia      |
| 2018        | Russland                                | Finnland                                | Schweden                                | Saint John und Quispamsis, New Brunswick              |
| 2019        | Russland                                | USA                                     | Tschechien                              | Medicine Hat, Alberta und Swift Current, Saskatchewan |
| 2020        | aufgrund der COVID-19-Pandemie abgesagt | aufgrund der COVID-19-Pandemie abgesagt | aufgrund der COVID-19-Pandemie abgesagt | aufgrund der COVID-19-Pandemie abgesagt               |
| 2021        | aufgrund der COVID-19-Pandemie abgesagt | aufgrund der COVID-19-Pandemie abgesagt | aufgrund der COVID-19-Pandemie abgesagt | aufgrund der COVID-19-Pandemie abgesagt               |

## Medaillenspiegel
| Rang | Mannschaft                  | Gold | Silber | Bronze | Gesamt |
| ---- | --------------------------- | ---- | ------ | ------ | ------ |
| 1    | Canada Ontario              | 8    | 2      | 3      | 13     |
| 2    | Russland Sowjetunion        | 6    | 3      | 3      | 12     |
| 3    | Vereinigte Staaten          | 5    | 8      | 2      | 15     |
| 4    | Canada Québec               | 3    | 2      | 5      | 10     |
| 5    | Schweden                    | 2    | 2      | 4      | 8      |
| 6    | Canada West                 | 2    | 0      | 1      | 3      |
| 7    | Finnland                    | 1    | 2      | 1      | 4      |
| 8    | Canada White                | 1    | 0      | 0      | 1      |
| 9    | Canada Pacific              | 0    | 6      | 4      | 10     |
| 10   | Tschechien Tschechoslowakei | 0    | 1      | 4      | 5      |
| 11   | Canada Black                | 0    | 1      | 0      | 1      |
|      | Canada Red                  | 0    | 1      | 0      | 1      |
| 13   | Canada Atlantic             | 0    | 0      | 1      | 1      |